# 颜守民
颜守民（1898年—1991年），男，浙江温岭人，中国医学教育家、儿科学家，曾任中国药典编纂委员会委员，第三届全国人大代表，第五届全国政协委员。